# Държавен печат на България
Държавният печат на Република България се използва от министъра на правосъдието на Република България, който го полага след подписите на президента на Република България или председателя на Великото Народно събрание на Република България върху официални документи – закони, решения, укази и т.н.

## Описание
Държавният печат на Република България има кръгла форма с диаметър 55 mm. В средата му е изобразен гербът на Република България. Около герба в горната половина на кръга е написано „Република България“, а в долната половина – „държавен печат“ шрифт „Виол“. Той бива два вида – восъчен релефен печат, който се полага върху червен восък, и сух релефен печат. Съхранява се от министъра на правосъдието, който носи названието „пазител на държавния печат“.
Пластичен еталон на държавния печат, заедно с електронен запис на магнитен носител на държавния печат се съхранява в Българска народна банка в специален сейф, ключът от който се пази от министъра на правосъдието.

## Полагане на държавния печат
Държавният печат се полага от министъра на правосъдието след подписване от председателя на Великото Народно събрание на оригиналите на актовете на Великото Народно събрание. Това са:
- закон за изменение и допълнение на Конституцията на Република България;
- решение за произвеждане на избори за Велико Народно събрание;
- решение за насрочване на избори за президент и вицепрезидент на републиката;
- решение за произвеждане на национален референдум;
- решение за избиране и освобождаване на министър-председателя и на Министерски съвет, както и за извършване на промени в правителството;
- решение за създаване, преобразуване и закриване на министерства;
- решение, с което се избират членове на Конституционния съд от квотата на Народното събрание;
- решение за избиране на членовете на Висшия съдебен съвет от квотата на Народното събрание;
- решение за избиране и освобождаване на ръководителите на Българската народна банка, на Сметната палата и на други държавни служители, определени със закон;
- решение, с което се дава съгласие за сключване на договор за държавен заем;
- решение, свързано с решаване на въпросите за обявяване на война и за сключване на мир;
- решение, с което се разрешава изпращането и използването на български въоръжени сили извън страната;
- решение за обявяване на военно или друго извънредно положение върху цялата територия на страната или върху част от нея.[1]

Приетата нова Конституция на Република България, закон за изменение и допълнение на Конституцията и решение за произвеждане на избори за Велико Народно събрание се подпечатват с восъчен релефен печат. В останалите случаи се подпечатват съответните актове със сух релефен печат.
Държавният печат се полага от министъра на правосъдието след подписа на президента на Република България върху оригиналите на указите за:
- насрочване на избори за Велико Народно събрание или за Народно събрание, определяне границите на избирателните райони и утвърждаване на избирателните книжа;
- свикване на новоизбрано Народно събрание на първо заседание;
- разпускане на Народното събрание, назначаване на служебно правителство и определяне дата на изборите за ново Народно събрание;
- определяне на дата за произвеждане на национален референдум и утвърждаване образците на книжата за референдума;
- насрочване на избори за органи на местното самоуправление;
- утвърждаване промени на границите и центровете на административно-териториалните единици;
- наименуване на обекти с национално значение и на населени места;
- обнародване на закон;
- връщане за ново обсъждане на приет от Народното събрание закон;
- назначаване или освобождаване от длъжност ръководителите на дипломатическите представителства и постоянните представители на Република България при международни организации;
- назначаване и освобождаване на висшия команден състав на Въоръжените сили и удостояване с висши военни звания;
- назначаване на съдии от Конституционния съд от квотата на президента;
- назначаване и освобождаване на председателя на Върховния касационен съд, на председателя на Върховния административен съд и на главния прокурор;
- назначаване и освобождаване от длъжност на държавни служители, когато това е определено със закон;
- награждаване с ордени и медали;
- обявяване на обща или частична мобилизация;
- обявяване положение на война или друго извънредно положение.[1]

Държавният печат се полага от министъра на правосъдието върху оригиналите на документите за ратификация, утвърждаване, приемане или присъединяване към международен договор, изготвени въз основа на приет от Народното събрание закон за ратифициране или акт на Министерския съвет, с който Република България се обвързва с международен договор, както и върху оригиналите на документите, с които се акредитират ръководителите на дипломатическите представителства и на постоянните представители на Република България при международни организации.